# 李傻傻
李傻傻（1981年11月—），原名蒲荔子，湖南隆回人，中国作家，有“少年沈从文”之称。代表作有长篇小说《红X》和散文集《被当作鬼的人》。

## 生平
高中就读于隆回二中，为默深文学社社员。2004年毕业于西北大学中文系。现供职于南方日报社。